# Florian Martin Müller
Florian Martin Müller (* 19. November 1977 in Innsbruck) ist ein österreichischer Klassischer und Provinzialrömischer Archäologe.

## Leben
Florian Müller legte 1996 am Akademischen Gymnasium in Innsbruck seine Matura ab. Von 1997 bis 2005 studierte er Klassische und Provinzialrömische Archäologie, Alte Geschichte und Altertumskunde, Ur- und Frühgeschichte sowie Mittelalter- und Neuzeitarchäologie an der  Universität Innsbruck. Mit der Arbeit Zu Attributen, Schmuck und Trachtbestandteilen der orientalischen Priester der Kybele. Archäologische und literarische Quellen zu Galli und Archigalli beendete er sein Studium 2003 als Magister sowie mit der Arbeit Archäologische Beiträge zur mittelalterlichen und neuzeitlichen Siedlungsgeschichte des Weilers ,Brunn‘ in Huben in Osttirol 2005 als Bakkalaureus. Die Promotion erfolgte 2011 mit der Dissertation Die schwarz engobierte Keramik vom Colle Serpente in Ascoli Satriano  (Prov.  Foggia / Apulien). Die Funde der Grabungen 1997-2002.
Florian Müller arbeitete von 2006 bis 2007 im vom Tiroler Wissenschaftsfonds finanzierten Projekt Anton Roschmanns lateinische Beschreibung der  Ruinen Aguntums 1746 am Institut für Sprachen und Literaturen, Abteilung Latinistik und von 2006 bis 2011 im vom Fonds zur Förderung der wissenschaftlichen Forschung finanzierten Projekt Archäologische Forschungen in Ascoli Satriano am Institut für Archäologien, Fachbereich Klassische und Provinzialrömische Archäologie der Universität Innsbruck. 2008 bis 2010 war er dort auch wissenschaftlicher Mitarbeiter bzw. Universitätsassistent und zuständig für die archäologische Sammlung sowie von 2012 bis 2017 als Assistenzprofessor tätig. Nach der Habilitation 2017 mit der Arbeit „Ein Österreichisches Pompeji“ – Die ersten wissenschaftlichen Ausgrabungen in der Römerstadt Aguntum in den Jahren 1912–1913 im Spannungsfeld von lokalpatriotischem Interesse, Laienforschung und öffentlichen archäologischen Institutionen erfolgte im selben Jahr die Ernennung zum assoziierten Professor an der Universität Innsbruck. Seit 2012 leitet Müller dort zudem das Archäologische Universitätsmuseum.

## Forschungen
Seit 1998 nahm Florian Müller an zahlreichen archäologischen Ausgrabungen, Prospektionen sowie Fundbearbeitungskampagnen vom Mesolithikum bis zur Neuzeit in Österreich (u. a. in Aguntum,  Carnuntum, Oberlienz, am Zienerbichl in Serfaus, an der St.-Nikolaus-Kirche in Matrei in Osttirol) und Italien (Ascoli Satriano, Pompeji) teil bzw. hatte selbst die Leitung inne. So führte er die Ausgrabungen an der römischen Villenanlage in  Nußdorf-Debant in Osttirol durch und leitet seit mehreren Jahren die Erforschung der eisenzeitlichen Siedlung auf der Hohen Birga in Birgitz bei Innsbruck.
Die Forschungsschwerpunkte Florian Müllers liegen in den Bereichen Wissenschaftsgeschichte der Archäologie, Sammlungsgeschichte, historische Museologie sowie Antikenrezeption. Zudem beschäftigt er sich mit der Eisen- und Römerzeit in Tirol sowie italischen Kulturen Süditaliens. Müller ist seit 2012 Mitherausgeber der Schriftenreihe SPECTANDA – Schriften des Archäologischen Museums Innsbruck und sitzt im Vorstand der  Archäologischen Gesellschaft Innsbruck, des Vereins zur Förderung der Stadtarchäologie und Stadtgeschichte in Hall in Tirol und des Vereins Archaeotop Hohe Birga.

## Schriften (Auswahl)
- mit Florian Schaffenrath: Anton Roschmanns Ausgrabungen in Aguntum. Reliquiae aedificii Romani ad oppidum Tyrolense Lienz detectae, vulgo das Zwergen-Gebäu (Die Überreste eines römischen Gebäudes, das in der Nähe von Lienz entdeckt wurde und im Volksmund 'das Zwergerlgebäude' heißt) (= Commentationes Aenipontanae. 36. Tirolensia Latina. 6). Universitätsverlag Wagner, Innsbruck 2007, ISBN 978-3-7030-0434-6.
- mit Florian Schaffenrath (Hrsg.): Anton Roschmann (1694–1760). Aspekte zu Werk und Wirken des Tiroler Polyhistors. Universitätsverlag Wagner, Innsbruck 2010, ISBN 978-3-7030-0475-9.
- mit Veronika Sossau (Hrsg.): Gefährtinnen. Vom Umgang mit Prostitution in der griechischen Antike und heute (= SPECTANDA – Schriften des Archäologischen Museums Innsbruck. 1). IUP-Verlag, Innsbruck 2012, ISBN 978-3-902811-45-5.
- mit Sylvia Mader, Gerhard Tarmann, Veronika Sossau (Hrsg.): Museumsdepots und Depoteinrichtung. Tagungsband zum ICOM-Österreich-Symposium vom 4.–5. März 2011 in Innsbruck (= SPECTANDA – Schriften des Archäologischen Museums Innsbruck. 2). Innsbruck 2012, ISBN 978-3-200-02733-6.
- (Hrsg.): Archäologische Universitätsmuseen und -sammlungen im Spannungsfeld von Forschung, Lehre und Öffentlichkeit (= SPECTANDA – Schriften des Archäologischen Museums Innsbruck. 3. Archäologie: Forschung und Wissenschaft. 4). LIT-Verlag, Wien-Berlin-Münster 2013, ISBN 978-3-643-50448-7.
- (Hrsg.): Graben, Entdecken, Sammeln. Laienforscher in der Geschichte der Archäologie Österreichs (= SPECTANDA – Schriften des Archäologischen Museums Innsbruck. 4. Archäologie: Forschung und Wissenschaft. 5). LIT-Verlag, Wien 2016, ISBN 978-3-643-50739-6.